# 고항
제 유주 고항(齊 幼主 高恒, 570년 8월 9일(음력 6월 22일) ~ 578년)은 중국 남북조 시대 북제의 제6대이자 마지막 황제(재위: 577년)이다. 묘호와 시호는 없으며 북주에 항복한 이후 작호는 수국천왕(守國天王)이다.

## 생애
570년 6월에 후주 고위의 장남으로 업(鄴)에서 태어났다. 10월에 황태자로 책봉되었다.
577년 1월 후주로부터 제위를 물려 받아 즉위했다. 이때는 이미 북주의 병력이 수도 업에 다가오고 있었고, 태황태후 호씨(胡氏)와 황태후 목씨(穆氏)가 먼저 제주(齊州)로 피신하였다. 이어서 유주는 제주로 도망갔고, 마지막으로 후주 고위가 수도 업을 버리고 피신하였다. 임성왕 고개(高湝)에게 제위를 양위를 하려고 곡률효경(斛律孝卿)에게 양위 문서와 옥새를 가지고, 영주(瀛州)에 보냈으나, 곡률효경은 북주에 항복하였다.
유주는 후주나 태후 목씨와 함께 청주로 피신할 때 신하들이 수십명만이 따를 뿐이었다. 청주의 남등촌(南鄧村)에 북주의 장군 울지근(尉遅勤)에게 사로 잡혀서 업으로 호송되었다. 그리고 장안으로 끌려갔다. 578년 목제파(穆提婆)가 반란을 꾀했다는 일로 처형되자 이 일로 연좌되어 살해되었다.
580년, 양휴지와 진득신이 북주의 권력자인 수 문제에게 고항의 장례를 치를것을 조언을 하였고 이에 받아들여져 장안 북쪽에 묻혔다.

## 기년
| 유주        | 원년            |
| ----------- | --------------- |
| 서력 (西曆) | 577년           |
| 간지 (干支) | 정유(丁酉)      |
| 연호 (年號) | 승광(承光) 원년 |